# Margarita de Mayo Izarra
Margarita de Mayo Izarra (Polán, Toledo, 20 de juliol de 1889 - Madrid, 1969) va ser una escriptora, investigadora i periodista espanyola.
Margarita de Mayo va estudiar Magisteri, mentre s'hostatjava a la Residència de Señoritas de Madrid, i després d'obtenir el títol de mestra de Primer Ensenyament Superior, inicia una carrera com a professora en una escola graduada de nenes en Valdepeñas (Ciudad Real), des de 1914 a 1918.
Des de mitjan any 1918 treballà en la secretaria de la Junta d'Ampliació d'Estudis i Recerques Científiques (JAE), encarregant-se, des de finals d'aquest mateix any fins al 1924 d'impartir classes a l'Institut-escola en la secció preparatòria.
A partir de l'any 1921 començà a estudiar, gràcies a una beca, en el King's College for Women de Londres, a la Gran Bretanya.
El 1924, com a pensionada de la JAE, va fer una estada al Vassar College de Nova York, on, després de treballar a Middlebury (Vermont), acabaria sent membre permanent del Departament d'Espanyol de la institució neoyorquina fins que l'any 1956 es va jubilar. Al 1935 el Teatre Experimental del Vassar College va representar per primer cop Fuenteovejuna, de Lope de Vega, dirigida per de Mayo Izarra.
Del seu treball, la part més coneguda és la seva faceta periodística. Els seus començaments de col·laboracions en premsa daten dels anys 30, moment en el qual començà a publicar en mitjans com La Voz (1929), La Nación (1929), El Progreso, de Lugo (1929-1930), El Correo Extremeño (1930), El Bien Público (1930), diari monárquic de Maó, o les madrilenyes La Correspondencia Militar (1930), Madrid Científico o Mundo Nuevo (1930), i també Revista de Estudios Hispánicos (1935). A vegades signava els seus articles com a M. de Mayo Izarra, i tractava de donar-hi a conèixer als lectors espanyols ciutats nord-americanes com Nova York, entre d'altres, les formes de vida dels nord-americans i alguns problemes aleshores emergents i encara desconeguts a la península: la contaminació de les grans ciutats com Nova York, la fúria del ciment a les grans ciutats...
A partir de 1933 s'estrenà en el diari ABC amb una columna titulada ABC en Nueva York, en què tractava temes econòmics, polítics i socials des d'una aproximació a la vida quotidiana de la gran ciutat cosmopolita que construïa aleshores els seu lideratge mundial.

## Publicacions
Com a escriptora va publicar aquestes obres:
- Lluvia de Hijos: farsa cómica en tres actos (1915).
- Nuestros prosistas y poetas. Burgos, [s.a.].
- Galdós (selección de textos por Margarita de Mayo). 1922.
- Tradiciones y leyendas de Toledo. Burgos, 1935.[8]
- Obras de Benito Pérez Galdós (edición literaria a cargo de Margarita de Mayo). 1935.
- Planes de trabajo para la JAE. París, 1925.